# Mary Losseff
Mary Losseff, bürgerlicher Vorname Mara, (* 13. März 1907, nach anderen Quellen 1910 in Wladiwostok, Russisches Kaiserreich; † 3. Juli 1972 in London, Vereinigtes Königreich) war eine russische, in späteren Jahren britische Operettensängerin (Sopran) und Schauspielerin.

## Leben

### Herkunft und Anfänge
Mary Losseff, eigentlich Mara, wuchs in behüteten und wohlhabenden Verhältnissen auf. Ihr Vater war Fabrikant. Bereits als Kind ließ sie sich „Mary“ rufen, da dies für sie internationaler und nach vielversprechender Zukunft klang. Nach der Oktoberrevolution floh ihre Familie aus Russland zunächst nach Japan, zwei Jahre später nach Europa. Anfang der Zwanziger Jahre, wahrscheinlich 1921, kam sie gemeinsam mit ihren Eltern nach Berlin.
Losseff, die bereits eine Tanzausbildung erhalten hatte und akzentfrei Deutsch sprach, nahm in Berlin Gesangsunterricht bei Bertha Niklas-Kempner. Erste Erfolge hatte sie 1929 mit Auftritten in der Nelson-Revue Von A bis Z, wo sie die erste Interpretin des später durch Marlene Dietrich weltberühmt gewordenen Chansons Peter, Peter (Musik: Rudolf Nelson, Text: Friedrich Hollaender) war, bei dem sie von dem Komponisten und Pianisten Peter Kreuder, ihrem damaligen Liebhaber, am Klavier begleitet wurde.
Im Oktober 1929 lernte sie nach einer Vorstellung der Nelson-Revue den gefeierten Opern- und Operettensänger Richard Tauber kennen, der von ihr fasziniert war und sich sofort leidenschaftlich in sie verliebte. Bereits für Nelsons nächste Revue Der rote Faden engagiert, löste sie ihren Vertrag, um Tauber im April/Mai 1930 zu seinen beiden Kuraufenthalten nach Bad Pistyan begleiten zu können. In den Folgejahren wurde Losseff seine ständige Begleiterin, Lebenspartnerin und Muse. Den Sommerurlaub 1930 verbrachte sie mit Tauber am Strand von Scheveningen an der holländischen Nordseeküste. Das Paar reiste gemeinsam u. a. nach St. Moritz, Bad Ischl, Bad Reichenhall und im August des Folgejahrs erneut nach Bad Pistyan. Beide lebten von 1929 bis 1934 ungefähr fünf Jahre zusammen.

### Karriere
Ab September 1930 drehte Losseff ihren ersten Film, Das Land des Lächelns, an der Seite von Richard Tauber, auf dessen Vermittlung sie neben ihm die zweite Hauptrolle des Films erhalten hatte. Es folgte der Film Liebeskommando (1931) und später noch Bretter, die die Welt bedeuten (1935) unter der Regie von Kurt Gerron.
In den kommenden Jahren trat Mary Losseff als Operettensängerin in einigen großen Bühnenproduktionen auf. Im Oktober 1932 sang sie am Centraltheater Dresden die Titelrolle in Die Dubarry (mit Tauber als Dirigent). Ende des Jahres 1932 trat sie dann gemeinsam mit Tauber bei einer Dreimäderlhaus-Tournee in Holland (u. a. in der Stadsschouwburg Amsterdam) auf.
Ab 7. Februar 1933 war sie, als Nachfolgerin von Jarmila Novotná, bis März 1933 Taubers Partnerin in der Operette Frühlingsstürme im Berliner Admiralspalast. Im März 1933 verließ Losseff mit Tauber Berlin und ging mit ihm zunächst in die Schweiz, anschließend nach Österreich. Im Mai/Juni 1933 gastierte sie mit Tauber mit der Operette Paganini in Holland (Amsterdam, Den Haag), im Juli 1933 am Neuen Deutschen Theater Prag in Das Dreimäderlhaus und im August 1933 in Den Haag (Princess Schouwburg) in Die Dubarry. In der Saison 1933/34 gastierte sie am Wiener Scala-Theater als Madeleine in der Operette Ball im Savoy mit Partnern wie Egon von Jordan, Paul Morgan und Curt Bois. Von Ende August bis November 1934 sang sie im Theater an der Wien, wo sie als neue „Primadonna der Operette“ gefeiert wurde, an der Seite von Richard Tauber die Rolle der Nachtclubsängerin Sonja in der von Tauber für sie komponierten Operette Der singende Traum. Im Dezember 1934 und Januar 1935 ging sie mit Der singende Traum als Taubers Partnerin auf Tournee, mit Aufführungen u. a. in Prag und Budapest, anschließend auch Linz und Salzburg.
Im Januar 1935 gehörte sie neben Jarmila Novotná, Richard Tauber und Joseph Schmidt zu den Solisten des Faschingskonzerts der Wiener Philharmoniker im Großen Musikvereinssaal in Wien. Im Februar 1935 sang sie mit Tauber am Stadttheater Salzburg in Der singende Traum, anschließend im März 1935 dann am Stadttheater Brünn. Im Juni 1935 folgten Vorstellungen der Operette Der singende Traum am Stadttheater Zürich und am Theater Basel. In der Spielzeit 1935/36 sang sie im Theater an der Wien die Titelrolle in der Operettenproduktion Die Dubarry. Außerdem trat sie in der Spielzeit 1935/36 am Theater an der Wien in der deutschsprachigen Erstaufführung der ungarischen Operette Maya (Musik: Szabolcs Fényes) in der Titelrolle auf.

### Emigration
1938 übersiedelte sie nach dem „Anschluss Österreichs“ gemeinsam mit Tauber dauerhaft nach London, wo sie ab Juli 1938, nach Vorsprache Taubers bei Emmerich Kálmán, am Palace Theatre die Titelrolle in der Operette Gräfin Mariza übernahm. In England drehte sie auch ihren letzten Film The Sky's the Limit (1938), mit ihr in der Rolle der Mme. Isobella.
Im September 1939 trat sie mit Tauber am Empire Theatre in Johannesburg (Südafrika) als Lisa in der Operette Das Land des Lächelns auf; im Oktober 1939 folgten Aufführungen in Kapstadt. In beiden Produktionen (London und Südafrika) konnte Losseff aufgrund ihrer Alkoholabhängigkeit jedoch nur in einigen wenigen Vorstellungen auftreten und musste jeweils durch ihre Zweitbesetzung abgelöst werden.
Losseffs Alkoholprobleme hatten sich insbesondere seit der Zeit verstärkt, als Tauber sich in die britische Schauspielerin Diana Napier verliebt hatte, die er 1936 auch heiratete. Tauber bezahlte mehrfach teure Entziehungskuren für Losseff und unterstützte sie, indem er ihre Miete bezahlte und für ihren Lebensunterhalt aufkam, finanziell bis zu seinem Tode im Januar 1948. Ihr gemeinsamer Briefwechsel datiert bis kurz vor Taubers Tod. Im Januar 1948 gehörte Losseff auch zu den Trauergästen bei Taubers Begräbnis auf dem Old-Brompton-Friedhof.
Losseffs letzter öffentlicher Auftritt, unter dem Namen Marie Losseff, ist für April 1950 in den „Bournemouth Winter Gardens“ dokumentiert, wo sie Ausschnitte aus den Operetten Gräfin Mariza und Ball im Savoy sang.

### Privates
Über die Anfangsjahre Mary Losseffs ist nur wenig Biographisches nachweisbar. 1927 wurde in Berlin ihr unehelicher Sohn Dimitri Alexander († 1992) geboren, den sie auf ein Internat schickte, um ihre künstlerische Karriere weiterverfolgen zu können.
Im Oktober 1938 heiratete sie in London den Schauspieler William Brian Buchel. Das Zusammenleben war jedoch nur von kurzer Dauer, die Ehe wurde schließlich 1947 geschieden. Nach einem kurzen Aufenthalt in Exmouth, wohin sie 1943 gezogen war, lebte sie zwischen 1944 und 1948 wieder in London, in einer Wohnung in Queensway, Bayswater. Nach Taubers Tod geriet sie in bedrückende Geldnot, ging zwei weitere, eher kurzlebige Beziehungen ein und kehrte 1955 nach London zurück, wo sie in Acton, später in Ealing lebte.
Angaben ihrer ehemaligen Gesangslehrerin, wonach sie in den 1950er Jahren in Soho in einer billigen Absteige gelebt haben soll, wo sie sich das Bett mit einem Arbeiter der Nachtschicht geteilt haben soll, konnten nicht verifiziert werden. Nachgewiesen ist allerdings, dass eine in den 1950er Jahren in der Times von Diana Napier aufgegebene Suchanzeige nach Mary Losseff erfolglos blieb.
1959 lernte Losseff einen Exil-Russen kennen und zog in dessen Haus im Londoner Stadtteil Hammersmith. Sie starb im Juli 1972 in London an Lungenkrebs. Sie wurde in Sutton, Surrey, eingeäschert. Ihre Asche wurde auf dem Morden Cemetery in Morden, London Borough of Merton, in einer der Urnengrabstätten der Gemeinde beigesetzt.

## Tondokumente
1929 nahm Mary Losseff als Solo-Nummer das Chanson Peter, Peter von Rudolf Nelsen und Friedrich Holländer auf.
Ende Januar 1933 entstanden mit Tauber und Losseff zwei Duett-Aufnahmen aus der Operette Frühlingsstürme mit dem Orchester des Admiralspalasts Berlin, Dirigent: Manfred Gurlitt. Aufgenommen wurden u. a. die beiden Duette Traum versunken, liebestrunken und Frühling in der Mandschurei.
Im September 1934 wurden in Wien unter der musikalischen Leitung von Anton Paulik die beiden Duette Sagen dir nicht meine Augen und Singt mir ein Liebeslied aus der Operette Der singende Traum mit Tauber und Losseff aufgenommen. Außerdem spielte sie zwei Solo-Aufnahmen aus der Operette Der singende Traum ein.